# Lực lượng Cảnh sát Vũ trang Nhân dân Trung Quốc

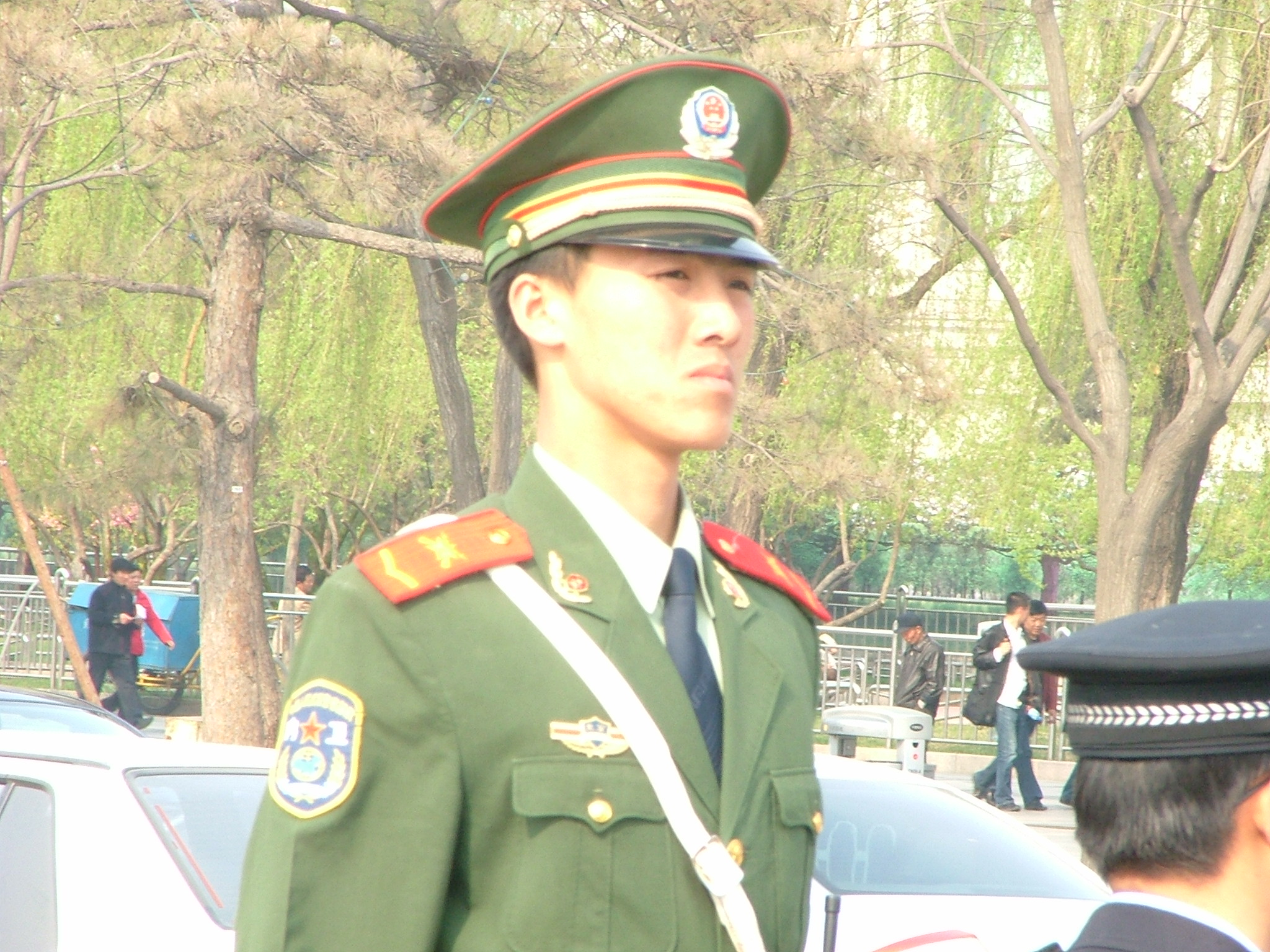
Một vũ cảnh (cảnh viên) đứng gác tại Bắc Kinh.

Cảnh kỳ Lực lượng Cảnh sát Vũ trang nhân dân Trung Quốc

Lực lượng Cảnh sát Vũ trang Nhân dân Trung Quốc (tiếng Trung: 中國人民武裝警察部隊, ở Trung Quốc hay gọi tắt thành Vũ cảnh (武警, Wǔjǐng)) là một lực lượng cảnh sát quân sự chủ yếu chịu trách nhiệm bảo vệ dân sự và cứu hỏa tại Cộng hòa Nhân dân Trung Hoa, cũng như cung cấp hỗ trợ cho Quân Giải phóng Nhân dân Trung Quốc trong thời chiến. Lực lượng Vũ cảnh chịu sự lãnh đạo của Ủy ban Quân sự Trung ương.

## Lịch sử
Lực lượng vũ cảnh được thành lập năm 1983 với nhiệm vụ bảo vệ an ninh trong nước và có căn cứ ở khắp Trung Quốc. Kể từ đó đến nay, lực lượng vũ cảnh thường xuyên được huy động để đối phó với sự bất ổn ngày càng gia tăng trong vùng thôn quê Trung Quốc, liên hệ đến các vụ tranh chấp đất đai và phản đối việc cưỡng bách di dời, thường liên hệ đến thành phần nông dân bị đẩy đi chỗ khác để nhà nước dùng đất của họ vào các kế hoạch xây cất. Các chiến sĩ vũ cảnh, được nhận diện qua các cầu vai đỏ, có nhiệm vụ canh gác các cơ sở trọng yếu của nhà nước, và ngay cả chạy theo những người cầm đuốc Thế vận hội Bắc Kinh trong chuyến du hành của ngọn lửa Thế vận quanh thế giới năm 2008. Cũng trong năm 2008, lực lượng vũ cảnh được điều động trấn áp cuộc nổi dậy ở Tây Tạng sau khi có bạo động khiến 18 người thiệt mạng. Lực lượng này lại thấy xuất hiện vào tháng 7/2009 khi người Hồi giáo Uyghur đụng độ với người Hán ở Tân Cương khiến gần 200 người thiệt mạng, cuộc bạo động chủng tộc đẫm máu nhất ở Trung Quốc từ nhiều thập niên qua.

## Sứ mạng

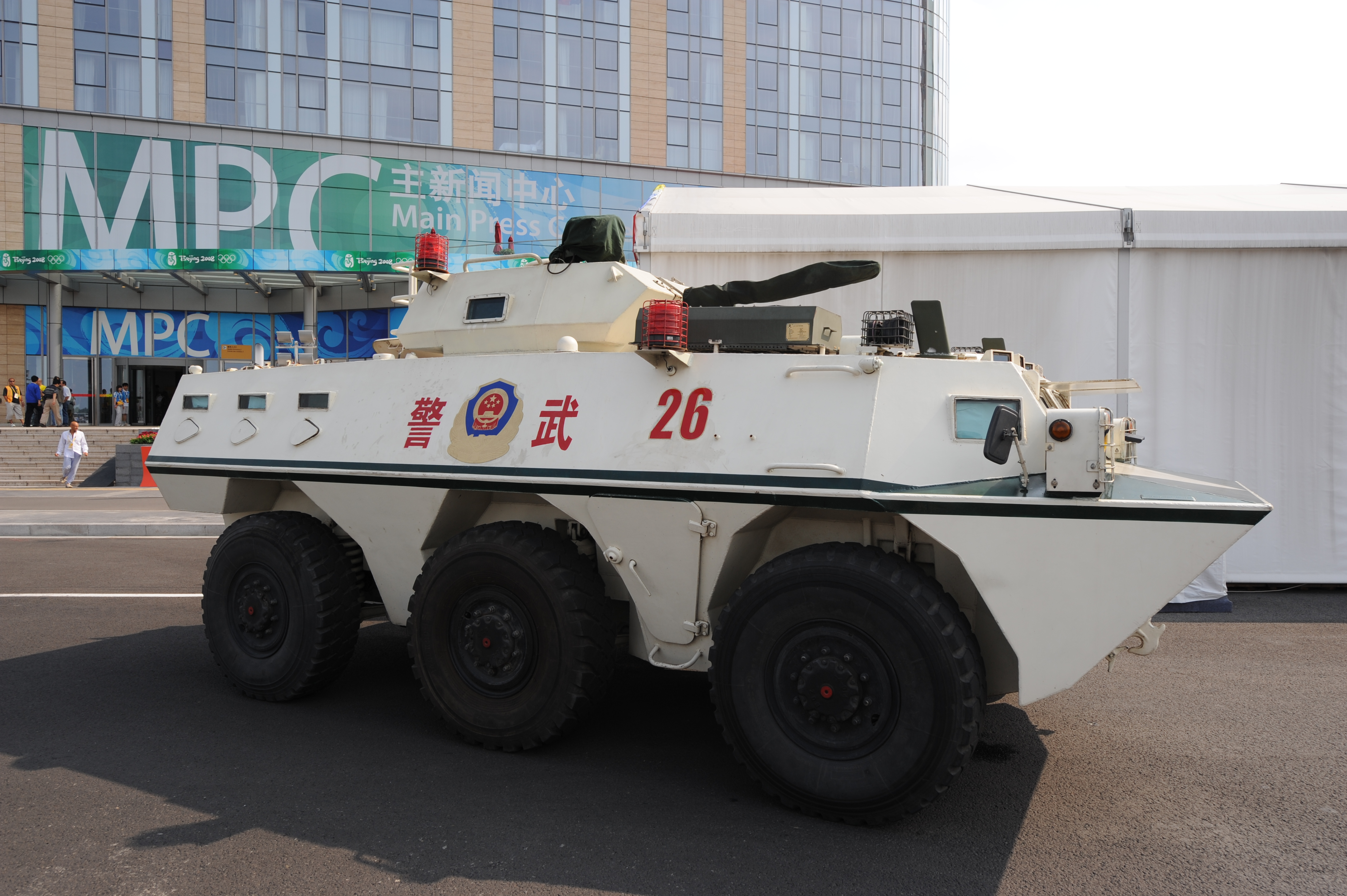
Xe bọc thép chở quân của vũ cảnh.

Trước tình trạng bất ổn nội địa ngày càng gia tăng cũng như với sự lúng túng khi phải đối phó với các sắc dân thiểu số, ban lãnh đạo Trung Quốc khẳng định quyền kiểm soát của mình đối với cảnh sát vũ trang bằng cách đưa ra một luật mới theo đó nêu rõ việc huy động lực lượng an ninh nòng cốt này của chế độ. Đạo luật mới, được thông qua vào cuối tháng 8/2009, xác định nhiệm vụ của lực lượng cảnh sát vũ trang trang gồm khoảng 660.000 người người, thường xuyên được dùng để hỗ trợ lực lượng công an thường. Chủ tịch Nhà nước Trung Quốc Hồ Cẩm Đào thăm lực lượng vũ cảnh, cảnh sát, SWAT và quân đội ở Tân Cương ngày 25/8/2009, ra lệnh cho họ phải coi việc "giữ gìn ổn định xã hội là công việc cấp thiết nhất." Các chi tiết về luật mới này chưa được tiết lộ, nhưng theo Tân Hoa Xã, hãng thông tấn nhà nước Trung Quốc, luật này sẽ chỉ định vũ cảnh là thành phần nòng cốt có trách nhiệm đối phó với "bạo loạn, bất ổn, băng đảng tội phạm lớn lao, và các cuộc tấn công của khủng bố," trong khi giới hạn quyền lục soát và tịch thu. Một ủy ban thường vụ Quốc hội Trung Quốc, thông qua luật này ngày 27/8.
Lo ngại về việc giới chức chính quyền địa phương có thể lạm dụng khi huy động đến cảnh sát vũ trang, luật này cũng đưa ra cách thức sử dụng lực lượng này, do Quốc vụ viện và Ủy ban Quân sự Trung ương của Đảng Cộng sản Trung Quốc, vốn chỉ huy quân đội, cùng soạn thảo. Luật mới không cho chính quyền cấp huyện tự ý điều động vũ cảnh như đội quân riêng của mình, siết chặt hơn sự kiểm soát của trung ương đối với một thành phần vũ trang nhiều quyền hành và đông đảo này.

## Binh chủng
Lực lượng vũ cảnh được chia thành nhiều binh chủng. Mỗi binh chủng đảm nhiệm một lĩnh vực riêng.
- Binh chủng nội vệ: Đây là binh chủng quan trọng nhất của lực lượng vũ cảnh, có nhiệm vụ bảo vệ an ninh trong nước.
- Binh chủng công trình kiến thiết: Đây là binh chủng có nhiệm vụ bảo vệ các công trình quan trọng. Binh chủng này lại gồm:
  - Lực lượng chuyên bảo vệ các cơ sở khai thác-chế biến vàng, kho vàng
  - Lực lượng chuyên bảo vệ các công trình thủy điện,
  - Lực lượng bảo vệ các cảng và công trình giao thông quan trọng.
  - Lực lượng bảo vệ các khu rừng quan trọng
- Binh chủng an ninh công cộng
  - Lực lượng biên phòng
  - Lực lượng phòng cháy chữa cháy
  - Lực lượng cảnh vệ: Chuyên bảo vệ các cán bộ của Đảng và Nhà nước Trung Quốc

## Lãnh đạo hiện nay
- Tư lệnh: Thượng tướng Vương Ninh - Ủy viên Ban Chấp hành Trung ương Đảng Cộng sản Trung Quốc khóa XIX
- Chính ủy: Thượng tướng An Triệu Khánh - Ủy viên Trung ương Đảng khóa XIX
- Phó Tư lệnh:
  - Thiếu tướng Dương Quang Dược - Ủy viên dự khuyết Trung ương Đảng khóa XIX
  - Trung tướng Tần Thiên
- Tham mưu trưởng: Thiếu tướng Trịnh Gia Khái

## Lãnh đạo qua các thời kỳ
| Tư lệnh 1. Lý Cương (1/1983—10/1984) 2. Trung tướng Vũ cảnh Lý Liên Tú (10/1984—1/1990) 3. Trung tướng Vũ cảnh Chu Ngọc Thư (1/1990—12/1992) 4. Trung tướng Vũ cảnh Ba Trung Đàm (12/1992—2/1996) 5. Thượng tướng Vũ cảnh Dương Quốc Bình (2/1996—12/1999) 6. Thượng tướng Vũ cảnh Ngô Song Chiến (12/1999—12/2009) 7. Thượng tướng Vũ cảnh Vương Kiến Bình (12/2009—12/2014) 8. Thượng tướng Vũ cảnh Vương Ninh (12/2014—) | Chính ủy 1. Triệu Thương Bích (1/1983—7/1983，kiêm Bộ trưởng Bộ Công an) 2. Lưu Phục Chi (7/1983—10/1984, kiêm Bộ trưởng Bộ Công an) 3. Lý Chấn Quân (10/1984—11/1985) 4. Thiếu tướng Vũ cảnh Trương Tú Phu (11/1985—1/1990) 5. Trung tướng Vũ cảnh Từ Thọ Tăng (1/1990—12/1992) 6. Trung tướng Vũ cảnh Trương Thụ Điền (12/1992—2/1996) 7. Thượng tướng Vũ cảnh Từ Vĩnh Thanh (2/1996—12/2003) 8. Thượng tướng Vũ cảnh Tùy Minh Thái (12/2003—9/2007) 9. Thượng tướng Vũ cảnh Dụ Lâm Tường (9/2007—7/2010) 10. Thượng tướng Vũ cảnh Hứa Diệu Nguyên (7/2010—12/2014) 11. Thượng tướng Vũ cảnh Tôn Tư Kính (12/2014—1/2017) 12. Trung tướng Vũ cảnh Chu Sinh Lĩnh (1/2017—3/2019) 13. Thượng tướng Vũ cảnh An Triệu Khánh (3/2019—nay) |

## Hệ thống cấp bậc

### Sĩ quan
| Phân nhánh                     | Cấp hiệu cầu vai | Cấp hiệu cầu vai  | Cấp hiệu cầu vai | Cấp hiệu cầu vai | Cấp hiệu cầu vai | Cấp hiệu cầu vai | Cấp hiệu cầu vai | Cấp hiệu cầu vai | Cấp hiệu cầu vai | Cấp hiệu cầu vai | Cấp hiệu cầu vai | Cấp hiệu cầu vai | Cấp hiệu cầu vai |
| ------------------------------ | ---------------- | ----------------- | ---------------- | ---------------- | ---------------- | ---------------- | ---------------- | ---------------- | ---------------- | ---------------- | ---------------- | ---------------- | ---------------- |
| Nội vụ                         | Không thành lập  |                   |                  |                  |                  |                  |                  |                  |                  |                  |                  |                  |                  |
| Biên phòng                     | Không thành lập  |                   |                  |                  |                  |                  |                  |                  |                  |                  |                  |                  |                  |
| Hải cảnh                       | Không thành lập  |                   |                  |                  |                  |                  |                  |                  |                  |                  |                  |                  |                  |
| Danh xưng Việt ngữ tương đương | Không thành lập  | Thượng tướng 上将 | Trung tướng 中将 | Thiếu tướng 少将 | Đại tá 大校      | Thượng tá 上校   | Trung tá 中校    | Thiếu tá 少校    | Thượng úy 上尉   | Trung úy 中尉    | Thiếu úy 少尉    | Học viên 学员    |                  |
| Cấp bậc NATO tương ứng         | OF-10            | OF-9              | OF-8             | OF-7             | OF-6             | OF-5             | OF-4             | OF-3             | OF-2             | OF-1             | OF-1             | OF(D)            |                  |

### Hạ sĩ quan và binh sĩ
| Phân nhánh                     | Cấp hiệu cầu vai              | Cấp hiệu cầu vai             | Cấp hiệu cầu vai            | Cấp hiệu cầu vai        | Cấp hiệu cầu vai   | Cấp hiệu cầu vai | Cấp hiệu cầu vai | Cấp hiệu cầu vai | Cấp hiệu cầu vai |
| ------------------------------ | ----------------------------- | ---------------------------- | --------------------------- | ----------------------- | ------------------ | ---------------- | ---------------- | ---------------- | ---------------- |
| Nội vụ                         |                               |                              |                             |                         |                    |                  |                  |                  |                  |
| Biên phòng                     |                               |                              |                             |                         |                    |                  |                  |                  |                  |
| Hải cảnh                       |                               |                              |                             |                         |                    |                  |                  |                  |                  |
| Danh xưng Việt ngữ tương đương | Chuẩn úy hạng nhất 一级军士长 | Chuẩn úy hạng nhì 二级军士长 | Chuẩn úy hạng ba 三级军士长 | Thượng sĩ nhất 一级上士 | Thượng sĩ 二级上士 | Trung sĩ 中士    | Hạ sĩ 下士       | Binh nhất 上等兵 | Binh nhì 列兵    |
| Cấp bậc NATO tương ứng         | OR-09                         | OR-08                        | OR-07                       | OR-06                   | OR-05              | OR-04            | OR-03            | OR-02            | OR-01            |